# Dmytro Sahul

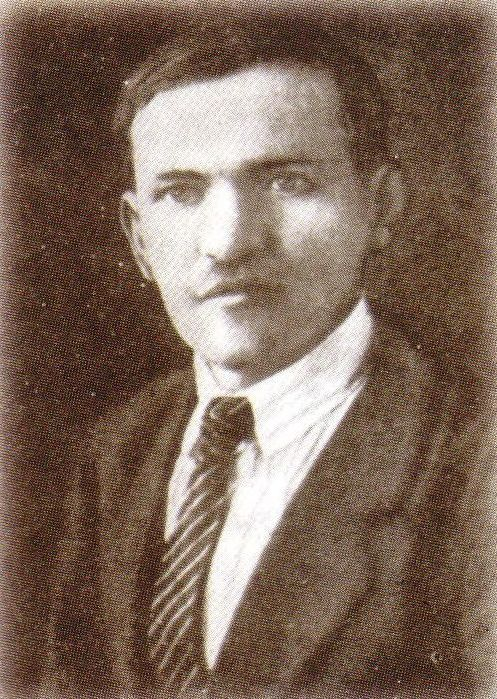
Dmytro Sahul (vor 1933)

Dmytro Jurijowytsch Sahul (ukrainisch  Дмитро Юрійович Загул; * 28. August 1890 in Milijewe bei Wyschnyzja, Bukowina; † Sommer 1944 in einem Gulag-Lager an der Kolyma) war ein ukrainischer Dichter, Vertreter der „hingerichteten Wiedergeburt.“

## Leben

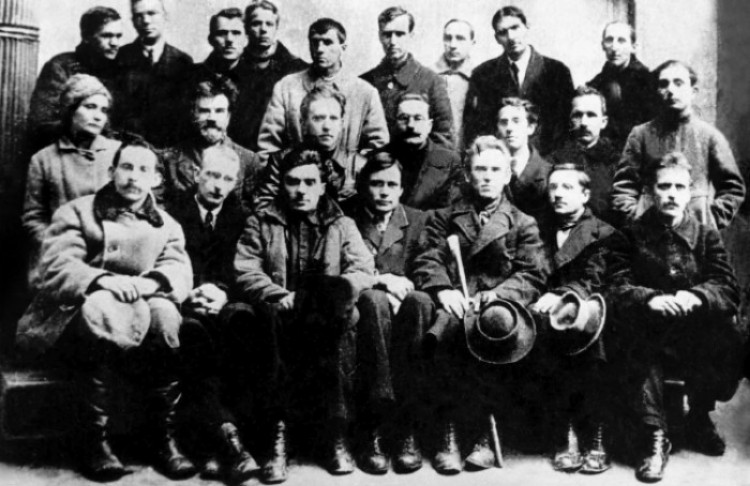
Charkiwer und Kyjiwer Künstler, 1923. Von links nach rechts. Erste Reihe: Maksym Rylskyj, Jurij Meschenko, Mykola Chwylowyj, Majk Johansen, Juchym Mychajliw, Mychajlo Werykiwskyj, Pylyp Kosyzkyj. Zweite Reihe: Natalja Romanowytsch, Mychajlo Mohyljanskyj, Wassyl Ellan-Blakytnyj, Serhij Pylypenko, Pawlo Tytschyna, Pawlo Fylypowytsch. Dritte Reihe: Dmytro Sahul, Mykola Serow, Mychajlo Draj-Chmara, Hryhorij Kossynka, Wolodymyr Sosjura, Teodosij Osmatschka, Wolodymyr Korjak, Mychajlo Iwtschenko

Sahul stammte aus einer Bauernfamilie der Bukowina und ist früh zum Waisenkind geworden. Er besuchte das Gymnasium in Czernowitz auf Kosten seines ehemaligen Volksschullehrers. Als Student der Philosophie an der Universität Czernowitz wurde er 1915 beim Rückzug der russischen Truppen im Ersten Weltkrieg nach Russland vertrieben. Es gelang ihm bald, in die Ukraine zu flüchten, wo er sich mit zufälligen Arbeitsaufträgen über Wasser hielt. Später ließ er sich in Kiew nieder.
Seine ersten Gedichte verfasste Sahul als Gymnasiast. Sie erschienen 1909 in der Zeitung Bukowyna. Sein erster Gedichtband „Mereschka“ (Stickerei, 1913) blieb fast unbemerkt. Als Debüt betrachtete er den zweiten, „S selenych hir “ (Von den grünen Bergen, 1918), der als Ausdruck des Symbolismus verstanden wurde und viele Gedichte mit Bezug zur Bukowina enthielt. In diese Richtung ging auch der dritte Band „Na hrani“ (An der Grenze, 1919). Von düster-mystischen solipsistischen Motiven durchdrungen, thematisierten sie die blutigen Kämpfe und das existenzielle Chaos des Bürgerkriegs. Doch schon der nächste Band „Nasch den“ (Unser Tag, 1925) zeugte von einer „revolutionären Umwandlung“ des Dichters, der Hymnen auf die neue sozialistische Gesellschaftsordnung zu singen begann. Dieser Konformismus gipfelte im Band „Motywy“ (Motive, 1927) mit plakativen Aufrufen und revolutionären Beschwörungen. Das befreite Sahul jedoch nicht vom Stempel des „ukrainischen Nationalisten“, zumal er zur Schriftstellerorganisation Zachidna Ukrajina (Westukraine) gehörte. Er gab ihren Almanach heraus, verfasste literaturtheoretische Beiträge und übersetzte Schiller, Goethe und besonders Heinrich Heine, von dem er in den 1920er Jahren fast alle Gedichte in die ukrainische Sprache (vier Bände) übertrug.
1933 wurde er verhaftet und in ein Gulag-Lager an der Kolyma deportiert. Ohne Wiederkehr in seine Heimat starb er dort im Sommer des Jahres 1944.
Postum erschien die Auswahl „Poesiji“ (1966 und 1990).

## Ehrungen
Zu seinem 100. Geburtstag stifteten die Czernowitzer Abteilung des ukrainischen Schriftstellerverbandes und die Dorfgemeinde Milijiwe einen nach Dmytro Sahul benannten Literaturpreis. Am ehemaligen II. Ukrainischen Gymnasium in Czernowitz erinnert eine Gedenktafel an ihn. Die angrenzende Straße trägt seinen Namen.

## Werke (Auswahl)
- Ausgewählte Werke/Wybrani twori, übersetzt von Johann Trusch. Misto, Czernowitz 2002

## Quelle
- Peter Rychlo, Oleg Liubkivskyj: Literaturstadt Czernowitz, 2., verbesserte Auflage. Czernowitz 2009, S. 105 f.